# Pernilla August
Pernilla August, nascuda com Mia Pernilla Hertzman-Ericson (Estocolm, 13 de febrer de 1958) és una actriu de teatre, cinema i directora de curtmetratges sueca. Va debutar internacionalment en el film Fanny i Alexander el 1982. Ha rebut nombrosos premis suecs i internacionals pel seu treball professional. També és conegut per aparèixer a Star Wars Episode I: The Phantom Menace com a mare de l'Anakin.

## Biografia
Des de petita va manifestar interès i talent per l'actuació, per la qual cosa els seus pares la van inscriure a l'escola infantil de teatre Vår Teater, amb vuit anys. Durant tot el període escolar va continuar participant en diferents obres com a actriu aficionada. El 1975 va aconseguir un petit paper en el film suec Giliap.
Acabats els seus estudis va començar a treballar com a assistent de nens minusvàlids fins a 1979, quan va ser acceptada a l'Escola d'actors del Dramaten –o Kungliga Dramatiska Teatern–, d'Estocolm, l'anomenada Dramatens Elevskola o Scenskolan. És llavors quan inicia la seva carrera professional, pròpiament. També aquell any es va casar amb l'escriptor suec Klas Ostergren.
Va deixar aquesta escola el 1982, continuant els anys 1983 i 1984 en el Teatre Popular (Folkteatern) de la localitat de Gävle.
El 1985 va passar a formar part de l'elenc estable del Dramaten d'Estocolm, on va tenir destacats papers en les obres Hamlet, de William Shakespeare i Casa de nines, de Henrik Ibsen, obres dirigides per Ingmar Bergman. Pel seu treball en l'obra Hamlet, va rebre el premi a la millor actriu secundària atorgat pel London Critics Circle Theatre el 1987.
Va ampliar la seva experiència cinematogràfica i en televisió actuant en els films Linus eller Tegelhusets hemlighet (1979) del director Vilgot Sjöman, i Tuppen (1981) de Lasse Hallström. Va continuar la seva carrera participant en sèries de televisió i films.
El 1982 el director Ingmar Bergman li va oferir un paper en el seu film Fanny i Alexander, la qual cosa va significar per a ella un gran salt en la seva carrera.
El 1989 es divorcia de Klas Ostergren i el 1991 es casa amb el director danès Bille August.
El 1992 rep el premi Palma d'or del Festival Internacional de Cinema de Canes com a millor actriu en el film Les millors intencions del director Bille August, on fa el paper de mare d'Ingmar Bergman. També a Suècia va rebre el mateix any, el premi Escarabat d'Or (Guldbagge) atorgat per l'Institut Suec del Cinema (Svenska Filminstitutet) pel mateix film.
L'actriu considera a Ingmar Bergman com molt important en tota la seva carrera, en obrir-li possibilitats de prestigi internacional, manifestant que va ser l'obra Crits i murmuris (1972) de Bergman, com una de les pel·lícules que la van decidir a seguir la carrera d'actriu.
Actuaria en Confessions privades (Enskilda samtal) (1996) de l'actriu i directora noruega Liv Ullmann, per la qual va ser premiada com la millor actriu en la Setmana Internacional de Cinema de Valladolid.
El mateix any va participar en el film Jerusalem de Bille August, basada en l'obra homònima de Selma Lagerlöf, que seria l'últim en el qual tots dos participarien junts.
El 1997 es divorcia de Bille August, amb qui va tenir tres filles: Agnes, Asta i Alba.
El 1999 va tenir un paper en el film  Star Wars episodi II: L'atac dels clons, paper que repetiria en Star Wars Episodi II: L'Atac dels Clons el 2002.
El 2000 rep el seu segon premi Escarabat d'or com a millor actriu de repartiment en el film Där regnbågen slutar (1999) del director Richard Hobert.
Continuaria la seva carrera cinematogràfica participant en diverses produccions sueques i internacionals.
El 2005 va dirigir el seu primer curtmetratge, Blindgångare. El 2010 el seu primer llargmetratge com a directora, Beyond, va ser guardonat amb el Premi Internacional de la Crítica al Festival Internacional de Cinema de Venècia
Va iniciar la seva carrera amb el pseudònim Pernilla Wallgren, més tard com Pernilla Östergren i posteriorment com Pernilla August. Els dos últims cognoms els prendria dels seus dos matrimonis respectivament.
La seva personalitat artística va ser considerada per Ingmar Bergman amb grans característiques d'innocència, equilibri, maternitat, fertilitat i força vital.

## Filmografia

### Actriu
- 1982 : Fanny i Alexander d'Ingmar Bergman – Maj
- 1986 : El Camí de la serp (Ormens väg på hälleberget) de Bo Widerberg
- 1989 : Vildanden (telefilm basat en L'Ànec salvatge de Henrik Ibsen) de Bo Widerberg – Gina Ekdahl
- 1992 : Les Millors Intencions (Den goda viljan) de Bille August – Anna Åkerblom Bergman
- 1993 : Les Aventures del jove Indiana Jones (sèrie TV)
- 1996 : Jerusalem de Bille August – Karin
- 1996 : Enskilda samtal (telefilm) de Liv Ullmann – Anna
- 1997 : En presència d'un clown (Larmar och gör sig till, telefilm) d'Ingmar Bergman – Karin Bergman
- 1999 : Where the Rainbow Ends (Där regnbågen slutar) de Richard Hobert – Tove
- 1999 : Star Wars Episode I: The Phantom Menace (The Phantom menace) de George Lucas – Shmi Skywalker
- 1999 : Mary, Mother of Jesus (telefilm) de Kevin Connor – la Verge Maria
- 2000 : The Birthday (Födelsedagen) de Richard Hobert – Tove
- 2001 : Sprängaren de Colin Nutley – Beata Ekesjö
- 2002 : Dina d'Ole Bornedal – Hjertrud, la mare de Dina
- 2002 : Star Wars episodi II: L'atac dels clons (Attack of the Clones) de George Lucas – Shmi Skywalker
- 2002: Karlsson de les teulades (títol original: Karlsson på taket): Mamma
- 2003 : If I Turn Around (Om jag vänder mig om) de Björn Runge – Agnes
- 2005 : Homicide (Drabet) de Per Fly – Nina
- 2009 : Miss Kicki d'Håkon Liu – Kicki
- 2012 : Hamilton: En interès de la nació: Sara Landhag
- 2012 : Truth and Consequence (Dom över död man) de Jan Troell – Maja Forssman
- 2012 : Call Girl de Mikael Marcimain
- 2014 : Gentlemen de Mikael Marcimain - Greta
- 2015 : Det vita folket  de Lisa Aschan - Viktoria
- 2023: Va passar a la vora del riu

### Directora
- 2005 : Blindgangare (curt)
- 2010 : Svinalängorna amb Noomi Rapace i Ola Rapace
- 2016 : A Serious Game (Den allvarsamma leken)

## Premis
- 1987: Premiada pel London Critics Circle Theatre Award (Drama Theatre) com la millor actriu secundària pel seu paper en l'obra teatral Hamlet
- 1992: Guanyadora del premi Escarabat d'Or (Guldbagge) atorgat per l'Institut Cinematogràfic Suec (Svenska Filminstitutet). Millor actriu de repartiment en el film Den goda viljan
- 1992: Premiada al Festival Internacional de Cinema de Cannes. Millor actriu per Den goda viljan
- 1997: Premiada en la Setmana Internacional de Cinema de Valladolid. Millor actriu per Enskilda samtal
- 1998: Premi Gösta Ekman atorgat per l'Associació Teatral sueca (Teaterförbundet), estipendi
- 1999: Guanyadora del Premi Escarabat d'Or. Millor actriu de repartiment al film Där regnbågen slutar
- 2002: Medalla d'honor litteris et artibus, atorgada per la Casa Reial de Suècia
- 2002: Premi O'Neill, estipendi
- 2004: Guanyadora de l'Ós de Plata del Festival Internacional de Cinema de Berlín per Om jag vänder mig om